# Topologie (Elektronik)
Der Begriff Topologie oder auch Schaltungstopologie bedeutet in der Elektronik die Schaltung der verwendeten Bauelemente.
Sie umfasst zusätzlich zum Prinzipschaltbild deren topologischen Zusammenhang als Abstraktion. Zugehörige Beschreibung erfolgt verbal.
Die Topologie sagt nichts über die Dimensionierung der Bauteile oder deren Typ aus. 
Angaben für Topologien finden sich bei Leistungsverstärkern, Endstufen, Schaltnetzteilen oder Gleichrichtern (gesteuert, ungesteuert), Umrichtern oder Invertern.
Auch die Anschaltung von Asynchronmotoren (z. B. Stern- oder Dreieckschaltung, Stern-Dreieck-Schalter) ist eine Topologie.